# ترافيس شابمان
ترافيس شابمان (بالإنجليزية: Travis Chapman)‏ هو لاعب كرة قاعدة أمريكي، ولد في 5 يونيو 1978 في جاكسونفيل في الولايات المتحدة.

## وصلات خارجية
- ترافيس شابمان على موقع دوري كرة القاعدة الرئيسي (الإنجليزية)
- ترافيس شابمان على موقعبيزبول رفرنس.كوم (الدوري الرئيسي) (الإنجليزية)
- ترافيس شابمان على موقعبيزبول رفرنس.كوم (الدوري الثانوي) (الإنجليزية)
- ترافيس شابمان على موقع إي إس بي إن.كوم (أم.أل.بي) (الإنجليزية)
- ترافيس شابمان على موقع مشجعي الرسوم البيانية (الإنجليزية)